# أويكي أياليو
أويكي أياليو (مواليد 23 فبراير 1993) عداء مسافات متوسطة وطويلة بحريني الجنسية إثيوبي المولد. تنافس في سباقي 5000 متر و10000 متر في بطولة العالم لألعاب القوى 2015 في بكين.

## المشاركات
| السنة       | المنافسة                     | الملعب      | المركز      | السباق        | الزمن       |
| مثل البحرين | مثل البحرين                  | مثل البحرين | مثل البحرين | مثل البحرين   | مثل البحرين |
| ----------- | ---------------------------- | ----------- | ----------- | ------------- | ----------- |
| 2014        | بطولة العالم لنصف الماراثون  | كوبنهاغن    | 50          | نصف الماراثون | 1:03:01     |
| 2014        | كأس العالم لألعاب القوى      | مراكش       | 5           | 3000 متر      | 7:56.58     |
| 2015        | البطولة العربية لألعاب القوى | مدينة عيسى  | 3           | 5000 متر      | 13:29.03    |
| 2015        | بطولة العالم لألعاب القوى    | بكين        | 33          | 5000 متر      | 14:07.18    |
| 2015        | بطولة العالم لألعاب القوى    | بكين        | 21          | 10,000 متر    | 29:14.55    |

## الأرقام القياسية الشخصية

### الملاعب الخارجية
- 3000 متر – 7:49.09 (زيكيسفيرفار 2014)
- 5000 متر – 13:05.00 (الرباط 2013)
- 10000 متر – 29:14.55 (بكين 2015)
- نصف ماراثون – 1:03:01 (كوبنهاغن 2014)

### الصالات
- 5000 متر – 13:30.79 (دوسلدورف 2015)

## روابط خارجية
- أويكي أياليو على موقع الاتحاد الدولي لألعاب القوى (الإنجليزية)
- أويكي أياليو على موقع الدوري الماسي (الإنجليزية)